# Томас Керр из Фернихирста
Томас Керр из Фернихирста (англ. Thomas Kerr of Ferniehirst; ум. 1585) — шотландский землевладелец, католик и сторонник Марии, королевы Шотландии. Он и Джин Скотт положили конец вражде между семьей Скоттов и Керрами. Томас и Джин оба участвовали в поддержке Марии, королевы Шотландии.

## Биография
Сын сэра Джона Керра из Фернихирста (? — 1562) и Кэтрин Керр, дочери сэра Эндрю Керра из Сессфорда (? — 1526). Его сестра Маргарет вышла замуж за Уильяма Хэя, 5-го лорда Хэя (1538—1586), и была матерью Уильяма Хэя, 6-го лорда Хэя (1561—1591).
Его домами были Окснам и замок Фернихирст.
В 1565 году было заключено соглашение о прекращении кровной вражды между семьей Керр и Скоттами. Было решено, что между членами семьи будет заключено несколько браков, чтобы положить конец вражде. Все согласились с этим, но не Томас Керр. Несмотря на намерения семей, ни один из браков не состоялся, но это стало важной основой для второго брака Томаса.
В 1569 году он женился на Джин Скотт (ок. 1528 — после 1593), которая стала леди Фернихирст. Этот брак положил конец вражде между семьями. Было согласовано приданое, но по крайней мере 1000 фунтов не было выплачено к 1575 году. Однако этот брак по договоренности был счастливым.
В июле 1575 года Томас Керр написал из Парижа Марии Стюарт, королеве Шотландии, описывая разрушение его домов огнем и порохом английскими войсками во время гражданской войны в Мэриане, обошедшееся ему по меньшей мере в 20 000 крон, и ранения, полученные его семьей и последователями, сражавшимися за ее дело в Шотландии. Он потерял свои драгоценности и уставы своих земель, оставленные в сундуке в Эдинбургском замке, который конфисковал регент Мортон. Граф Ангус вырубил свои леса.
Томасу Керру разрешили вернуться в Шотландию, и, как говорили, он наблюдал за казнью регента Мортона в наряде с бросающимися в глаза экстравагантными манжетами. В июне 1581 года Джеймс Стюарт, граф Арран, попытался заблокировать восстановление и реабилитацию Фернихирста, которого сочли виновным в «искусстве и участии» в убийстве деда короля регента Леннокса. Однако Эсме Стюарт, 1-й герцог Леннокс, поддержал его возвращение в милость, и Томас Керр вначале преклонил колени перед королем, прося прощения в саду дворца Далкит.
Шотландский поэт Уильям Фаулер сообщил Фрэнсису Уолсингему, что лэрд Фернихирст тайно прибыл в Лондон в мае 1583 года и, как ожидается, снова отправится во Францию.
Его вторая жена, Джанет/Джин Скотт, была политически активной. В октябре 1583 года она написала Марии Стюарт, королеве Шотландии, из Фернихирста с новостями из шотландского двора. Она сказала, что графиня Арран обратилась к ней лично и в письме, надеясь, что Мэри не объединится с Гамильтонами против ее мужа Джеймса Стюарта, графа Аррана. Она хотела, чтобы Мэри посоветовалась с ней по этому поводу. Она забыла переслать письмо от лорда Сетона. Мэри была крестной матерью одного из своих сыновей.
Керр был назначен стражем средней шотландской марки на границе и хранителем Лиддесдейла. В ноябре 1584 года Тайный совет Шотландии выделил ему 100 солдат и предоставил в пользование замок Эрмитаж.

## Браки и дети
Сначала он женился на Джанет Кирколди, дочери Уильяма Кирколди из Грейнджа (ок. 1520—1573) и Маргарет Лермонт. В число детей сэра Томаса Керра из Фернихирста и Джанет Кирколди входили:
- Эндрю Керр из Фернихирста (? — 1633), 1-й лорд Джедбург (с 1621/1622). При женитьбе «молодого лэрда Фарнихерста» Эндрю Керра на Энн Стюарт, дочери Эндрю, мастера Очилтри, и Маргарет Стюарт, в январе 1585 года загорелась кровать короля[7].
- Мэри Керр, жена достопочтенного Джеймса Дугласа, сына Уильяма Дугласа, 6-го графа Мортона
- Джулиан Керр (? — ок. 27 марта 1637), 1-й муж — Патрик Хьюм из Полварта (ок. 1550—1609), 2-й муж — Томас Гамильтон, 1-й граф Хаддингтон (1563—1637)
- Маргарет Керр (? — 24 мая 1594), муж с 1584 года Роберт Мелвилл, 2-й лорд Мелвилл (? — 1635).

Томас Керр во второй раз женился на Джин Скотт, сестре Вальтера Скотта, 4-го барона Баклю. В число детей сэра Томаса Керра из Фернихирста и Джин Скотт входили:
- Джеймс Керр (? — 1645), женат на Мэри Резерфорд. Отец Роберта Керра, 4-го лорда Джедбурга (? — 1692)
- Томас Керр (? — 14 сентября 1601)
- Энн Керр (? — 15 февраля 1649/1650), которая вышла замуж за Джона Элфинстоуна, 2-го лорда Балмерино (? — 1649)
- Роберт Карр, 1-й граф Сомерсет (ок. 1587—1645), женившийся на Фрэнсис Карр, графине Сомерсет (1590—1632), их дочерью была Энн Рассел, графиня Бедфорд (1615—1684).